# Selaginella sellowii
Selaginella sellowii es una planta que pertenece a la familia de las Selaginellaceae. No tiene flores y se  reproduce por esporas. Necesita suelo bien drenado, poca agua. Sol al máximo. La altura es de 5 cm; y es nativa de Argentina, Bolivia, Paraguay, Brasil, México, Cuba.

## Nombre común
Bioderma de aishpapel.
- Datos: Q3891896
- Multimedia: Selaginella rupestris / Q3891896
- Especies: Selaginella rupestris